# Amphipyra cupreipennis
Amphipyra cupreipennis är en fjärilsart som beskrevs av Moore 1882. Amphipyra cupreipennis ingår i släktet Amphipyra och familjen nattflyn. Inga underarter finns listade i Catalogue of Life.